# Substantivación
La sustantivación morfológica es una derivación léxica que tiene como consecuencia la formación de un sustantivo partiendo de otro tipo de palabra. Este tipo de proceso morfológico sólo es posible a partir de categorías léxicas. 
La sustantivación sintáctica es el uso de una palabra que morfológicamente no es un sustantivo para ser el núcleo de un sintagma nominal: «El buen comer y el buen beber».

## Sustantivación en español
El español, como lengua fusionante que distingue consistentemente entre nombres y verbos en la flexión, admite tanto sustantivación sintáctica como sustantivación morfológica. La sustantivación sintáctica permite el funcionamiento como sustantivo de otra categoría léxica sin cambiar su clase flexional, mientras que la sustantivación morfológica consiste en la adición de sufijos que formalmente cambian la clase flexional de la palabra: de adjetivo o verbo a nombre.

### Sustantivación sintáctica
En español se suele realizar haciendo que un artículo preceda a la expresión que se sustantiva. Por ejemplo: bueno (adjetivo) > lo bueno, ir y venir (verbos) > el ir y venir.

### Sustantivación de verbos
- La acción prototípica asociada a un verbo se obtiene mediante sufijos derivativos deverbativos como -miento, -ción, -ada/-ado, -ida/-ido etc: aburrir > aburrimiento, describir > descripción, llegar > llegada, partir > partida.
- El agente o instrumento prototípico de una acción verbal se forma mediante sufijos como -dor (acción usual), -ante, -ente (acción esporádica): destornillar > destornillador, caminar > caminante.

### Sustantivación de adjetivos
- La cualidad expresada por un adjetivo se suele marcar con sufijos nominalizadores como -eza/-ez o -idad: diestro > destreza, estúpido > estupidez, amable > amabilidad.

## Sustantivación en inglés
En inglés el sufijo nominalizador más frecuente es -ing (burn 'quemar' > burning 'el acto de quemar'), aunque algunos verbos derivados de raíces cultas latinas admiten también -(t)ion/-(s)ion (indicate 'señalar' > indication).

## Sustantivación en alemán
Las formas comunes en alemán para la sustantivación de verbos son los sufijos -tion, -sion, -ung, -erei, entre otros. La sustantivación de adjetivos recibe en la mayoría de casos los sufijos -heit o -keit, aunque en algunos casos también el sufijo -e. Cuando la sustantivación de adjetivos hace referencia a una persona o un animal, suele recibir el sufijo -e para las formas definidas de los géneros masculino y neutro; por lo demás, recibe el sufijo correspondiente a su género gramatical: der Deutsche (‘el alemán’, del adjetivo deutsch), pero ein Deutscher; das Junge (‘el joven’, del adjetivo jung), pero ein Junges, etc. En alemán, la primera letra de un sustantivo se escribe en mayúscula, sea cual sea su posición en la frase, por lo que en este caso la primera letra del adjetivo —en principio escrita en minúscula—, una vez convertido en sustantivo, se escribe en mayúscula.
La sustantivación sintáctica en alemán es similar a la del español (y más común), usando del mismo modo el infinitivo del verbo como sustantivo: Das Schreiben mit der rechten Hand fällt ihm schwer (lit. «El escribir con la mano derecha le resulta difícil»). También aquí, la primera letra del verbo, siempre en minúscula cuando no abre una frase, pasa a escribirse en mayúscula.